# Odontanthias dorsomaculatus
Odontanthias dorsomaculatus är en fiskart som beskrevs av Masao Katayama och Yamamoto, 1986. Odontanthias dorsomaculatus ingår i släktet Odontanthias och familjen havsabborrfiskar. Inga underarter finns listade i Catalogue of Life.